# 枫朗镇
枫朗镇，是中华人民共和国广东省梅州市大埔县下辖的一个乡镇级行政单位。

## 行政区划
枫朗镇下辖以下地区：
枫朗村、大埔角村、保安村、上山下村、王兰村、仙子下村、墩背村、溪背坪村、东城村、坎下村、隔背村、石圳村、芹彩洋村、黄沙坑村、双溪村、三溪村、上木村、下木村、四联村、和村、梅溪村、清泉溪村和龙公坑村。

## 特产
西岩乌龙茶：国家地理标志产品。

## 名胜
西岩山是粤东名山，主峰海拔1256米其中有“公鸡髻石”、“清泉石上流”、“仙人桥”、“仙人打鼓石”、 “蟒蛇出山”、“仙人茶壶”、“飞来石”等景点。